# Lavočkin La-250
Lavočkin La-250 "Anakonda" je bil sovjetski dvomotorni visokovišinski prestreznik, ki so ga leta 1959 preklicali. Vzdevek "anakonda" je dobil deloma zaradi dolgega trupa, deloma pa tudi zaradi težavnega upravljanja.
V srednjih 1950ih je postalo jasno, da lovci oboroženi s topovi kot npr. Jakovljev Yak-25 niso bili zmožni prestrezati visokohitrostne in visokovišinske bombnike. OKB Lavočkin je predlagal da bi protiletalskemu sistemu "Berkut" (Zlati orel), ki je obsegal številne radarje in protiletalske rakete dodali še prestreznike oborožene z raketami zrak-zrak. Lavočkin je predlagal raketo G-300, ki je uporabljala vakumske "elektronke". G-300 je bila z maso 1 tono zelo težka raketa in Sovjetska zveza ni imela lovca, ki bi lahko prevažal. Zato so z njo oborožili bombnika Tupoljev Tu-4. G-300 je imela doseg samo 15 kilometrov in je bila nepraktična, zato so sistem opustili.
Novembra 1952 je Sovjetska vlada predlagala Kompleks K-15, ki je obsegal "prestreznika 250" (pozneje La-250) in vodeno raketo "tip 275". La-250 naj bi prestregel tarče do hitrosti 1250 km/h in do višine 20000 metrov v razdalji do 500 kilometrov od baznega letališča. Raketa "275" naj bi bila težka 870 kilogramov, poganjal naj bi jo raketni motor na tekoče gorivo in bi imel največjo hitrost 3900 km/h. S 125 kilogramsko bojno glavo naj bi imela radij uničenja 50 metrov. La-250 naj bi prevažal dve raketi 275. Pozneje so razvili tudi pol-aktivno radarsko vodeno verzijo - "277", verzijo z jedrsko konico - "279" in verzijo na trdogorivni raketni motor - "280."
Prvi polet La-250 je bil 16. julija 1956. Imeli so probleme z radarjem in motorji. Pozneje so predelali tudi puščičasto krilo v delta krilo. Sistem K-15 so opustili leta 1959 in istega leta tudi La-250.

## Tehnične specifikacije (La-250A)
Splošne karakteristike
- Posadka: 2
- Dolžina: 26,80 m (87 ft 11 in)
- Razpon kril: 13,90 m (45 ft 7 in)
- Višina: 6,50 m (21 ft 4 in)
- Površina kril: 80,0 m² (860,8 ft²)
- Teža praznega letala: 18988 kg (41775 lb)
- Naložena teža: 24500 kg (53900 lb)
- Maks. vzletna teža: 27500 kg (60500 lb)
- Pogon letala: 2 × Lyulka AL-7F turboreaktivni motor, 98,0 kN (22050 lbf) z dodatnim zgorevanjem vsak

 Zmogljivost 
- Maks. hitrost: 1800 km/h (1118 mph) brez raket; 1600 km/h (994 mph) z raketami
- Doseg: 2000 km (1240 mi)
- Višina leta: 17000 m (55760 ft)
- Obremenitev kril: 306 kg/m² (63 lb/ft²)
- Razmerje potisk/teža: 0,41

Oborožitev

- 2 × rakete zrak-zrak, možnosti: "275," "277," "279," ali "280."